# Sender Wachberg
Der Rundfunksender Wachberg ist ein Hybridturm mit einer Sendeeinrichtung des österreichischen Rundfunks für UKW und TV. Der Sender steht auf dem 931 Meter hohen Wachberg im Gemeindegebiet von St. Martin bei Weitra.

## Konstruktion
Der Mast wurde 1968 erbaut (Einweihung 3. August). Der Bau kostete seinerzeit 30 Millionen Schilling.
Der 130 Meter hohe Antennenträger des Rundfunksenders Wachberg sieht auf den ersten Blick aus wie ein normaler abgespannter Stahlrohrmast. Erst aus der Nähe betrachtet fällt auf, dass dieser Sendemast nicht auf ebener Erde, sondern auf einem kleinen Betonturm, der auch die Betriebsräume beherbergt, steht (Hybridturm).

## Programme und Frequenzen

### Analoger Rundfunk (UKW)
| Frequenz  | Programm               | RDS      | Senderlogo | PI-Code               | Regionalisierung | ERP  |
| --------- | ---------------------- | -------- | ---------- | --------------------- | ---------------- | ---- |
| 90,2 MHz  | kronehit               | kronehit |            | A3FF/ A6FF (regional) | Niederösterreich | 3 kW |
| 92,7 MHz  | Ö1                     | __OE_1__ |            | A201                  |                  | 2 kW |
| 95,7 MHz  | Radio Niederösterreich | RADIO-N_ |            | A602                  | Niederösterreich | 2 kW |
| 98,1 MHz  | Hitradio Ö3            | __OE_3__ |            | A203                  |                  | 2 kW |
| 101,4 MHz | FM4                    | __FM4___ |            | A213                  |                  | 2 kW |

### Digitales Fernsehen (DVB-T2)
Ab 22. Oktober 2007 wurde der Landesweite DVB-T Multiplex auch über die Sendeanlage Wachberg ausgestrahlt.
| Multiplex | Kanal         | Programme im Bouquet                           | ERP   | Polarisation |
| --------- | ------------- | ---------------------------------------------- | ----- | ------------ |
| MUX A     | K31 (554 MHz) | ORF 1, ORF 2 Wien, ORF 2 Niederösterreich, ATV | 14 kW | horizontal   |

### Analoges Fernsehen (PAL)
Die analogen TV-Frequenzen wurden  am 4. Februar 2008 abgeschaltet. Die analog ausgestrahlten Programme waren:
| Programmname           | Kanal | ERP    | Polarisation |
| ---------------------- | ----- | ------ | ------------ |
| ORF 1                  | K07   | 5 kW   | horizontal   |
| ATV                    | K55   | 100 kW | horizontal   |
| ORF 2 Niederösterreich | K58   | 90 kW  | horizontal   |